# 李燦明 (足球運動員)
李燦明（韓語：리찬명，1947年1月2日—），北韓足球員，司任門將，曾參與1966年世界盃足球賽。作為正選的他協助球隊打進八強。